# برامج تحرير الصوت

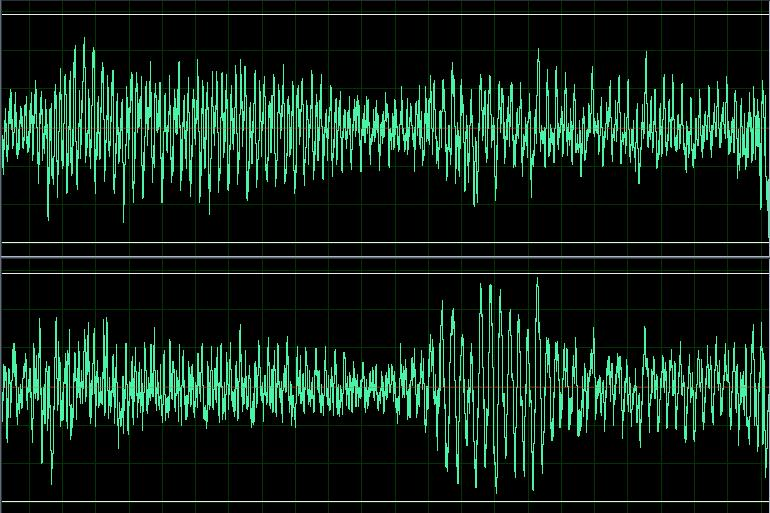
متال برنامج تحرير الصوت

برامج تحرير الصوت  هي برمجيات تطبيقية تسمح بتعديل ومعالجة الملفات الصوتية الرقمية. يمكن إستخدامها كلياً أو جزئيا كمكتبة لتخزين البيانات، أو كبرمجيات تطبيقية لوضع المؤثرات الخاصة أو لعمل مونتاج ومزج للأصوات وغير ذلك بصفة عامة هي برامج تمكن من دمج متكامل للصوت. و يعتبر محرري الصوت الأسس الرئيسية لبرامج عمل الصوت الرقمية.
توجد العديد من البرامج المجانية المتاحة لأداء هذه الوظيفة والتي يستطيع الكثير منها تعديل الموسيقى، وتطبيق المؤترات والمرشحات، وضبط قنوات ستيريو وغير ذلك دون قيود. كما يمكن لمحطة عمل صوتيات رقمية (DAW) أن تتكون من جزء كبير من البرامج. التي عادة ما تكون فروع برمجيات مركبة من العديد من مكونات برامج متميزة، ما يتيح الوصول إليها من خلال واجهة مستخدم رسومية موحدة.

## مقالات ذات صلة
- معالجة الإشارة الصوتية (Audio signal processing)
- محطة عمل صوتيات رقمية (Digital audio workstation)
- منظم الموسيقى (Music sequencer)
- مزج البرمجيات (Software synthesizer)
- برامج الصوت الحر (Free audio software)